# Armin Andereya Latorre
Armin Ernesto Andereya Latorre, es un diplomático chileno, actual embajador de Chile ante las Naciones Unidas en Viena.

## Biografía
Andereya tiene un Máster en Relaciones Internacionales por la Universidad de Santiago de Chile y una Maestría en Relaciones Internacionales de la Universidad de Belgrano, Argentina. Y tiene un título de licenciatura en diversas disciplinas, incluso en Seguridad y Defensa de la Academia Nacional de Estudios Políticos y Estratégicos de Chile; Derecho, Política e instituciones de la Unión Europea de la Universidad de Los Andes, Colombia; Comercio Internacional de la Universidad de Mayor, Chile.
Durante su carrera diplomática, Andereya ha ocupado diversos cargos, entre ellos: Ministro Consejero de la Embajada del Perú; servir en diferentes capacidades en la Embajada en Argentina, Alemania y los Países Bajos; servido en la Misión Permanente ante la ONU, Nueva York; Cónsul, Consulado General en Buenos Aires, Argentina; Cónsul, Consulado de Múnich y Bonn, Alemania. Andereya también sirvió en varios departamentos del Ministerio de Asuntos Exteriores, incluyendo la cultura y las comunicaciones; Europa; los recursos humanos; asuntos multilaterales y la seguridad internacionales; y en la Dirección General de Políticas Exteriores y la Dirección General para Asuntos Multilaterales y globales.
Habla español, inglés (no habla) y alemán y tiene dos hijos.